# Molekuláris biológia

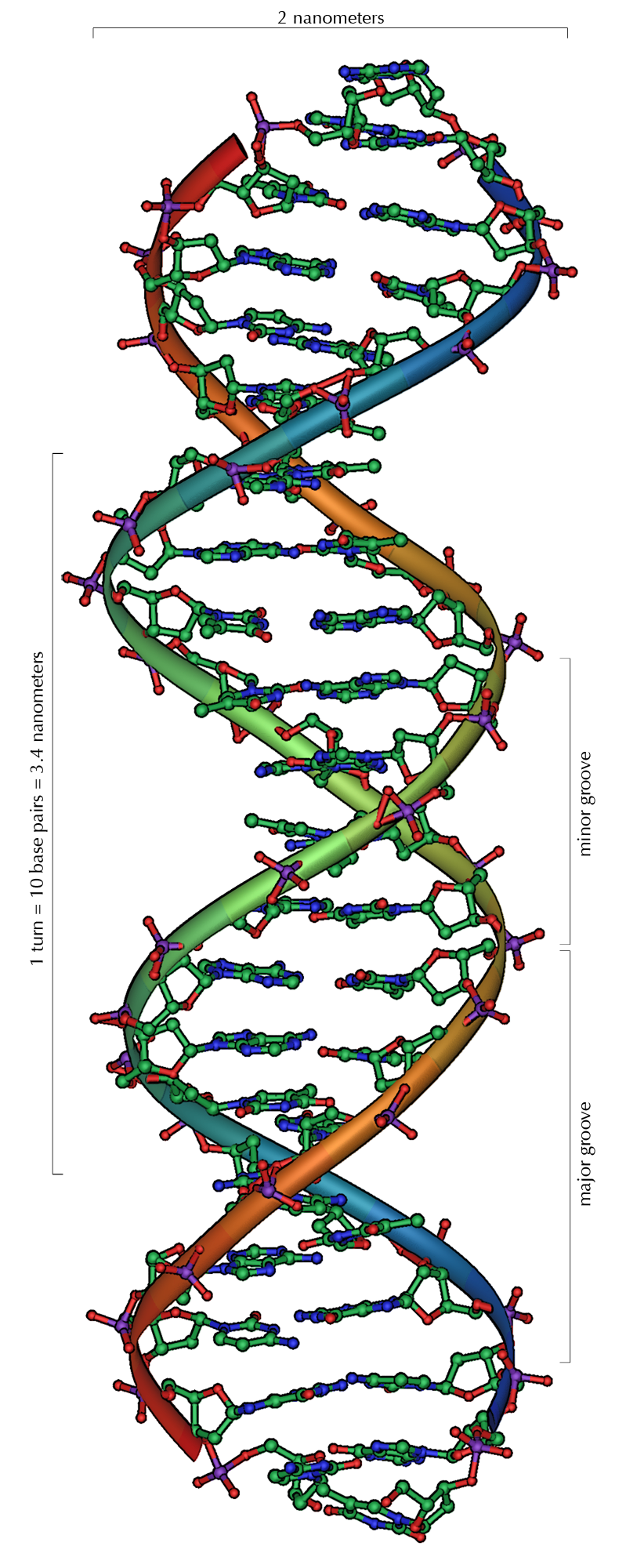
DNS szerkezeti képe, a kettős hélix, mint egy megcsavart létra

Sematikus kapcsolat a biokémia, a genetika és a molekuláris biológia között

A molekuláris biológia az élőlények és sejtek működésének molekuláris szintű tanulmányozása. Jelenti egyrészt a sejtben végbemenő molekuláris folyamatot kutató
tudományterületet, de másrészt a molekuláris biológia egy technológia rendszer, amely gyakorlatilag minden biológiai diszciplínában alkalmazható. Minden biológiai és biológián alapuló tudományterületnek vannak molekuláris aspektusai. Eszerint beszélhetünk molekuláris ökológiáról, molekuláris neurobiológiáról, molekuláris genetikáról többek közt.
Valójában a molekuláris biológia tágabb értelemben használatos a molekuláris genetikánál, mert magában foglalja a sejtbiológiát, a biokémiát és az élettan molekuláris területeit is. A területnek több átfedése is van a biológia más szakterületeivel, különösen a genetikával és a biokémiával és sejtbiológiával. Megjegyzendő, hogy a molekuláris biológia és a molekuláris genetika fogalmát rendszerint egybemossák.
A molekuláris biológia főleg a különféle sejteken belüli interakciók és szabályozásuk megértésével foglalkozik, beleértve a DNS, RNS és a proteinszintézis témakörét. Ezenkívül ezen tudományág feladata a molekuláris laboratóriumi technikák alkalmazása és fejlesztése, úgy mint a HPLC, Western blot, Southern blot, FISH vagy az immunfluoreszcencia.
W. T. Astbury a Nature magazinban így jellemezte a molekuláris biológiát:
„…nem is annyira módszer, mint inkább megközelítés, az úgynevezett alaptudományok szemszögéből vizsgálva a klasszikus biológia nagyobb egységeit felépítő molekulaszerkezetet. Főként a biológiai molekulák formájával foglalkozik, javarészt (…) háromdimenziós és strukturális – ami azonban nem jelenti, hogy pusztán a morfológia aprólékosabb változatát jelentené: magában foglalja a kialakulás és működés vizsgálatát is.” 

## A molekuláris biológia forradalma

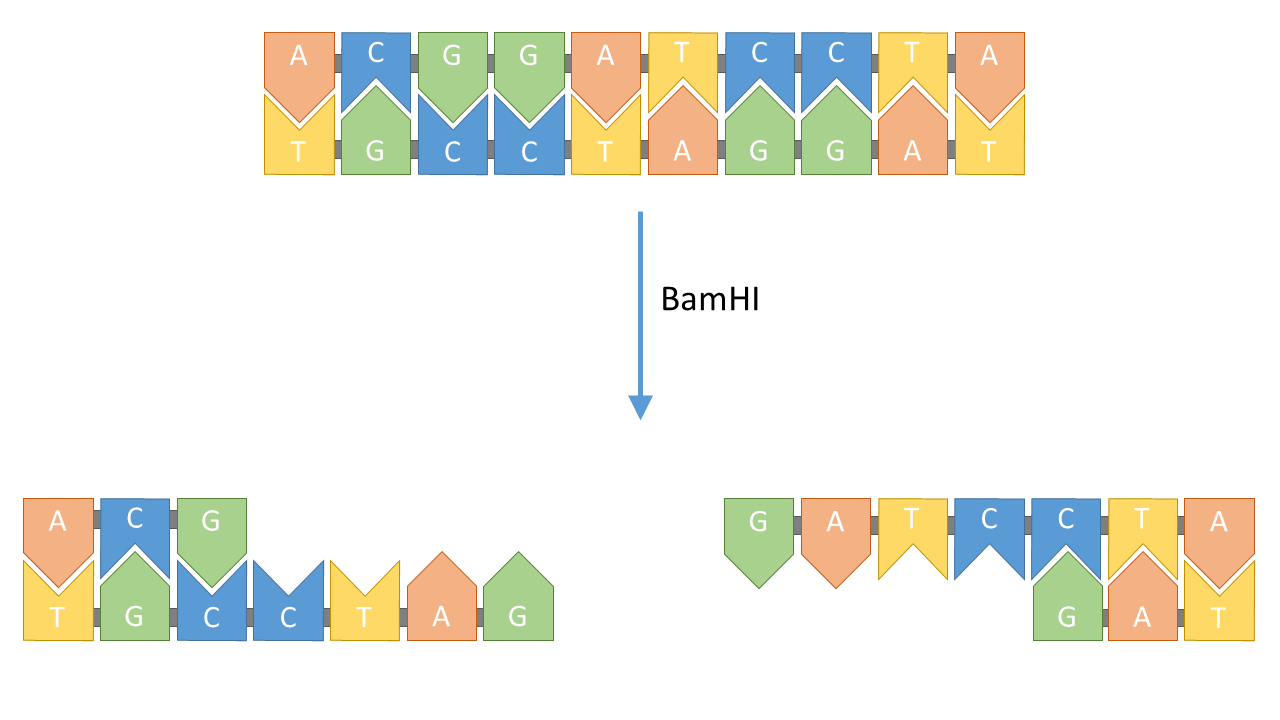
Egy BamHI restrikciós enzim felismeri az 5'-GGATCC-3' szekvenciát a DNS-ben, és az első guanin után mindkét szálat lehasítja a végből 5′, így ragadós végeket hagyva

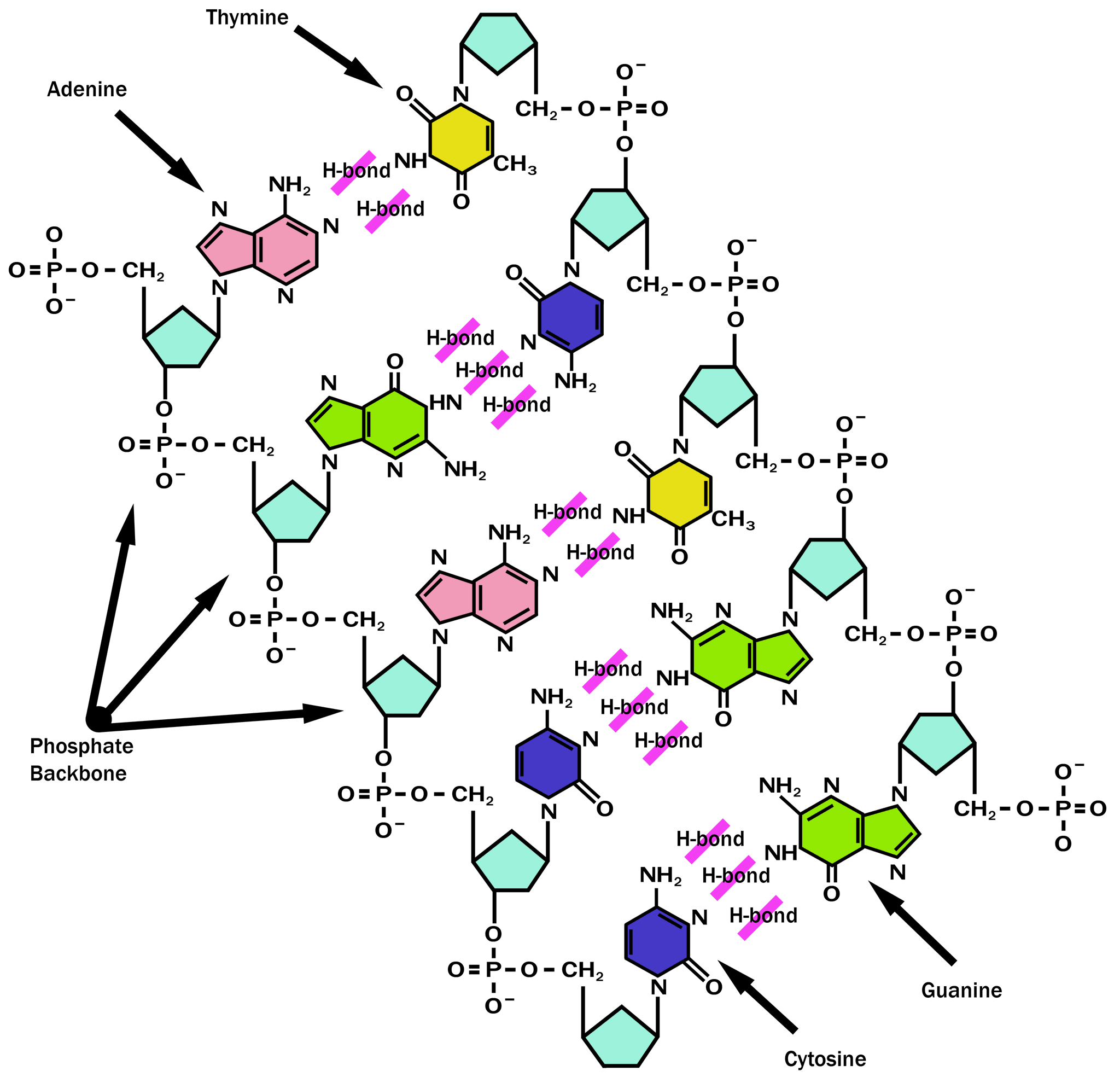
Egy duplaszálú DNS bázispárosodása, ahol a foszfátgerinc világoskékkel; az adenin rózsaszínnel; a guanin zölddel; a timin sárgával; a citozin pedig kékkel van jelölve. A bázisok közötti lila csíkok a hidrogénkötéseket jelképezik. Guanin és citozin között három, adenin és timin között két hidrogénkötés épül ki.

A számítástechnika és az elektronika mellett a molekuláris biológia az a terület, amelyben forradalmi változások zajlanak az utóbbi évtizedekben. Ennek fő jellemzői a rohamosan gyarapodó ismeretek a molekuláris szintű biológiai folyamatok megértésében és a biológiai ismeretek alkalmazása a gyógyításban, az iparban és a mezőgazdaságban. A forradalom valójában a molekuláris genetikában zajlik, nem az egész molekuláris biológiában. A modern biológián alapuló orvoslás fejlődése az emberi genom feltérképezésétől a betegágyig a következő, időben átfedő, szakaszokból áll: 
- a genom szerkezetének megismerése
- a genom funkciójának megértése
- a betegségek biológiájának megértése
- az orvostudomány fejlődése
- a gyógyítás hatékonyságának javítása

Az idő haladtával egy folyamatos eltolódás figyelhető meg az (1)-től az (5) fázis felé.

## A molekuláris biológia fő területei
- A sejt szerkezete és fő építőelemei
- A genetikai információ áramlása
- Sejten belüli jelátvitel
- Fehérjék sorsa és funkciói
- Genetika
- Bioanalitika
- Biokémia-genomika
- Immunológia, sejt- és mikrobiológia
- Molekuláris agrobiológia
- Molekuláris evolúcióbiológia
- Fejlődésgenetika
- Orvosi molekuláris biológia és genomika
- Orvosbiológia-farmakológia[3]
- Géndiagnosztika
- Molekuláris biológiai módszerek a gyógyszerészeti kutatásban[4]
- A molekuláris biológia határai